# Gare d'Aubin
Gare d’Aubin vasútállomás Franciaországban, Aubin településen.

## Vasútvonalak
Az állomást az alábbi vasútvonalak érintik:
- Capdenac-Rodez-vasútvonal

## Kapcsolódó állomások
A vasútállomáshoz az alábbi állomások vannak a legközelebb:
- Gare de Cransac (Gare de Rodez)
- Gare de Viviez-Decazeville (Gare de Capdenac)